# Johan Willem Beyen
Johan Willem Beyen (ur. 2 maja 1897 w Utrechcie, zm. 29 kwietnia 1976 w Hadze) – holenderski polityk, bankier i biznesmen. Jest uznawany za jednego z ojców założycieli Unii Europejskiej.

## Życiorys
Johan Willem Beyen był synem Karela Henrika Beyena oraz Louisy Marii Coenen. Oficjalnie jego nazwisko brzmiało Beijen, jednakże późniejsza wersja była zdaniem Beyena bardziej odpowiednia do stanowisk, które zajmował. Jego ojciec był prawnikiem, natomiast matka wywodziła się ze środowiska muzyków. Rodzina Beyena należała do zamożnych i lata swojej młodości spędził on w międzynarodowym towarzystwie. Miał dwóch braci.
W 1918 Johan Willem Beyen skończył studia prawnicze na Uniwersytecie w Utrechcie z tytułem doktora. Wtedy też rozpoczął międzynarodową karierę finansisty. Na początek podjął pracę jako tymczasowy zastępca urzędnika w holenderskim Ministerstwie Finansów. Następnie awansował.
Od 1924 rozpoczął działalność w sektorze prywatnym na stanowisku sekretarza zarządu firmy Philips w Eindhoven. Następnie został dyrektorem holenderskiego oddziału Javasche Bank. W 1927 mianowano go dyrektorem późniejszego Rotterdamsche. Poza tym uczestniczył w wielu istotnych transakcjach finansowych na różnych szczeblach. Jako etap końcowy kariery Beyena w sektorze prywatnym wyznacza się jego stanowiska jako prezesa Banku Rozrachunków Międzynarodowych, a także dyrektora spółki Unilever.
W 1940 Beyen przebywał za granicą i pozostał tam także po wybuchu działań wojennych na terenie swojego kraju. Poza stanowiskiem w Unileverze był doradcą rządu na uchodźstwie w sprawach finansowych. Beyen odegrał istotną rolę w Konferencji w Bretton Woods w 1944 roku. Od 1946 zasiadał w zarządzie Banku Światowego (z ramienia Holandii), a od 1948 piastował to samo stanowisko w Międzynarodowym Funduszu Walutowym.
Po II wojnie światowej, w okresie odbudowy kraju, Beyen został Ministrem Spraw Zagranicznych Holandii (nie przynależał w tym okresie do żadnej partii). Doświadczenie wojenne oraz kryzysu lat 30. wpłynęły na jego poglądy. Uważał on, że aby zapobiec kolejnym problemom gospodarczym, powinno dojść do regionalnej integracji państw. Ideę tę rozwinął w tzw. Planie Beyena.
W 1956 kariera polityczna Beyena dobiegała końca. Od 1958 do 1963 pełnił funkcję holenderskiego ambasadora w Paryżu. Natomiast przez następne 5 lat był Prezesem Rady Komisarzy Rotterdamsche Bank oraz AMRO Bank.
Pierwszą żoną Beyena, z którą miał trójkę dzieci, była Petronella J.G. (Nelly) Hijmans van Anrooij. Następnie był związany z Margarethą Antonią (Gretel) Lubinka, którą także poślubił.
Przyjaciele nazywali go Wim. Beyen zmarł w 1976. W 2005 Wim Weenik, redaktor naczelny gazety NRC Handelsblad, opublikował analizę biograficzną dotyczącą Johana Beyena. Jej tytuł brzmiał: Bouwer van Europa. Johan Willem Beyen 1897-1976 (Banker of the world. Builder of Europe. Johan Willem Beyen 1897-1976).

## Plan Beyena
Johan Beyen jest obecnie nazywany jednym z ojców założycieli Unii Europejskiej. Beyen widział możliwość większej integracji niż tylko w obrębie Europejskiej Wspólnoty Węgla i Stali. Dlatego też w 1955 na posiedzeniu Specjalnej Rady Ministrów EWWiS Holandia zgłosiła jego Plan. Sama idea Planu odnosiła się do pogłębionej integracji gospodarczej. Zgodnie z jego twierdzeniami, bez integracji gospodarczej nie byłaby możliwa integracja polityczna czy też obronna. W czerwcu 1955 w Messynie memorandum krajów Beneluksu, które opierało się na Planie Beyena, zostało przedłożone konferencji ministrów spraw zagranicznych Wspólnoty. Na konferencji przyjęto rezolucję, której podstawowe założenia przewidywały:
- utworzenie wspólnoty gospodarczej rozszerzonej o nowe zakresy wykraczające poza dotychczasowy wspólny rynek węgla, żelaza i stali, w tym w dziedzinie energii atomowej
- harmonizację polityki socjalnej
- strukturalną i merytoryczną przebudowę wspólnotowych instytucji europejskich.

W następstwie działań Beyena, a także innych pomysłów tzw. ojców założycieli w 1957 doszło do podpisania Traktatów Rzymskich i tym samym powstania Europejskiej Wspólnoty Gospodarczej oraz Euratomu.